# ريوهغو ناريتا
ريوهغو ناريتا (باليابانية: 成田 良悟) (30 مايو 1980 - ) هو كاتب ياباني للروايات الخفيفة ومؤلف مانغا فاز بالجائزة الذهبية في المهرجان التاسع لتوزيع جائزة دينغيكي للرواية عن روايته باكونو! والتي تحولت إلى أنمي تلفيزيوني في 2007. كما تحولت روايته دورارارا!! إلى أنميين تلفيزيونينن، الأول صدر في يناير 2010، والثاني صدر في يناير 2015.

## وصلات خارجية
- الموقع الشخصى (باليابانية)
- حساب توتير الرسمي لريوهغو ناريتا (باليابانية)